# Yasmin Heidry

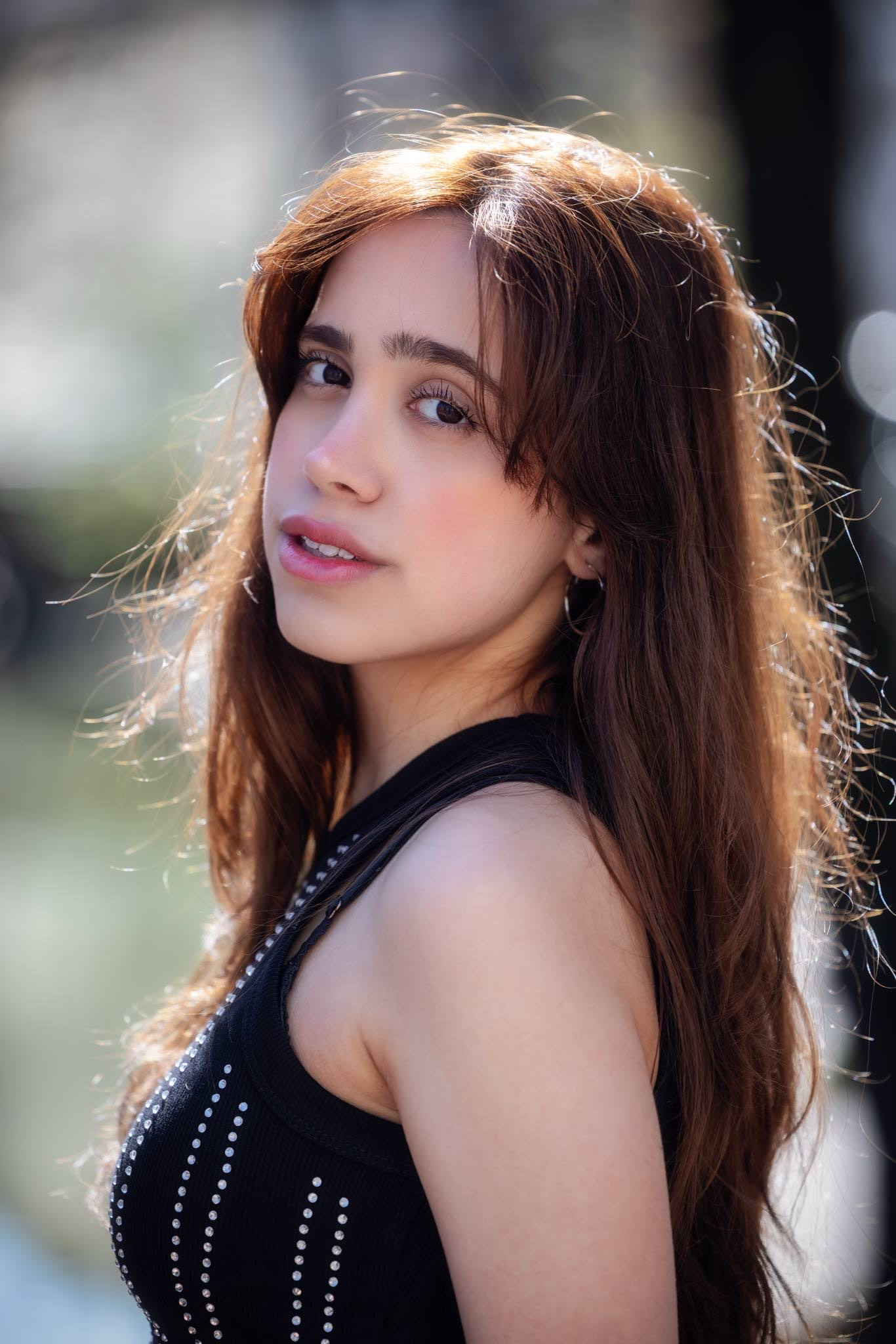
Yasmin Heidry

Yasmin Heidry is een Nederlandse actrice en model.

## Levensloop
Yasmin begon in 2020 al op jonge leeftijd professioneel te acteren. Ze begon met kleine acteeropdrachten zoals commercials, campagnes en short films. In 2024 speelde ze haar eerste hoofdrol in de educatieve kinderserie Media Masters. Media Masters had ruim 250.000 kijkers in heel Nederland. In 2025 maakte Heidry haar televisiedebuut in de AVROTROS-serie Woeste Grond van regisseur Johan Nijenhuis, waarin Heidry de rol speelt van Jennifer, een terugkerende bijrol. In de serie speelt ze een doof tienermeisje die communiceert met gebarentaal en een dove dictie. 

## Filmografie

### Televisie
- 2025: Woeste Grond, als Jennifer - Terugkerende bijrol

### Webserie
- 2024: Media Masters, als Lina - Hoofdrol
- 2024: De Pest Vlogs, als Chantal